# Grantessa pluriosculifera
Grantessa pluriosculifera är en svampdjursart som först beskrevs av Carter 1886.  Grantessa pluriosculifera ingår i släktet Grantessa och familjen Heteropiidae. Inga underarter finns listade i Catalogue of Life.